# The Last Analog Tree
The Last Analog Tree é uma curta-metragem experimental portuguesa de 2015, com realização e argumento de Jorge Pelicano. Nesta sua primeira experiência no cinema de ficção, Pelicano explora a temática do conflito homem-natureza, centrando-se numa árvore, que se revela ser a última da paisagem.
O filme foi selecionado para competição no IndieLisboa, onde estreou a 29 de abril de 2015. Sem exibição comercial nos cinemas,The Last Analog Tree viria a integrar igualmente a edição desse ano do Caminhos do Cinema Português.

## Sinopse
A última árvore de uma paisagem rural tenta resistir à ameaça que um lenhador (interpretado por Fernando Sousa) representa à sua existência.

## Produção
Em The Last Analog Tree, Jorge Pelicano assume a maioria das funções de realização, argumento, cinematografia, som e também produção (através da sua companhia Peli Films). Ainda assim, o realizador contou com colaboradores frequentes, como Rosa Teixeira da Silva (que assumiu funções de apoio à produção) e Inês Rueff (responsável pela gradação digital de cores). Seguindo alguma continuidade temática com as suas obras anteriores, nesta curta-metragem Jorge Pelicano procurou jogar com a perspetiva daquele que filma e de quem é filmado no plano da natureza. The Last Analog Tree foi filmado em formato analógico.

## Distribuição
A curta-metragem foi selecionada para a 12.ª edição do IndieLisboa Festival Internacional de Cinema, tendo integrado a secção de competição nacional de curtas. Neste âmbito, estreou a 29 de abril de 2015. No mesmo ano, The Last Analog Tree fez parte da seleção oficial do Caminhos do Cinema Português. A propósito deste festival, a obra foi nomeada para o Prémio Melhor Curta Metragem Turismo do Centro.